# Arixenia
Arixenia – rodzaj skorków z rodziny Arixeniidae, obejmujący dwa gatunki. A. esau występuje w jaskiniach wyspy Borneo, Półwyspu Malajskiego i Sumatry. Słabiej poznany gatunek A. camura spotykany jest na Mindanao. Oba gatunki są obligatoryjnymi pasożytami zewnętrznymi owadożernych nietoperzy z gatunku Cheiromeles torquatus, żywiąc się ich wydzielinami i resztkami naskórka.
Tak jak inni przedstawiciele podrzędu Arixeniina, Arixenia jest żyworodna. Liczba chromosomów wynosi 30, płeć determinuje para chromosomów płciowych XY.
Należą tu dwa gatunki:
- Arixenia camura Maa, 1974
- Arixenia esau Jordan, 1909

Gatunek A. esau został opisany przez Jordana w 1909 roku na podstawie młodocianych osobników, znalezionych na błonach lotnych nietoperza Cheiromeles torquatus, złapanym przez Charlesa Hose z Sarawaku. Następnego znaleziska tych skorków dokonano dopiero w 1952 roku.